# Mysidia nitida
Mysidia nitida är en insektsart som beskrevs av Broomfield 1985. Mysidia nitida ingår i släktet Mysidia och familjen Derbidae. Inga underarter finns listade i Catalogue of Life.